# Lawrence J. Burpee
Lawrence Johnston Burpee (Halifax, Nova Escócia, 5 de março de 1873 – Oxford, 13 de outubro de 1946) foi um bibliotecário e autor canadense. Trabalhou de 1890 a 1905 como secretário no serviço civil. Nos sete anos seguintes ele foi bibliotecário da Biblioteca Pública de Ottawa, antes de tornar-se secretário para a International Joint Commission em 1912, um posto que ele ocupou até asua aposentadoria.
Burpee ajudou a fundar a Associação Histórica Canadense em 1922 e também foi seu primeiro presidente até 1925. Ele também foi presidente da Sociedade Real do Canadá em 1936/37. Publicou muitos artigos relativos a estudos canadenses e foi o fundador editor do Canadian Geographic Journal.
Burpee morreu em Oxford, Inglaterra.

## Publicações selecionadas
- Burpee, L. J.: The Oxford Encyclopaedia of Canadian History; London and Toronto, Oxford University Press 1926.